# Nobuhiro Ueno
Nobuhiro Ueno (japonsky 上野 展裕, * 26. srpna 1965) je bývalý japonský fotbalista.

## Klubová kariéra
Hrával za All Nippon Airways a Sanfrecce Hiroshima.

## Reprezentační kariéra
S japonskou reprezentací se zúčastnil Mistrovství Asie ve fotbale 1988.